# Aplodactílids
Els aplodactílids (Aplodactylidae) és una família de peixos marins inclosa en l'ordre Perciformes. Es distribueixen per la costes del Perú, Xile, Nova Zelanda i sud-est d'Austràlia.

## Taxonomia
- Aplodactylus arctidens J. Richardson, 1839
- Aplodactylus etheridgii (J. D. Ogilby, 1889)
- Aplodactylus lophodon Günther, 1859
- Aplodactylus punctatus Valenciennes, 1832
- Aplodactylus westralis B. C. Russell, 1987